# Tex Coulter
DeWitt Echoles „Tex” Coulter (ur. 26 października 1924 w Fort Worth, zm. 2 października 2007 w Austin) – amerykański futbolista. Grał zawodowo w National Football League dla New York Giants oraz w Canadian Football League dla Montreal Alouettes. Coulter uczęszczał do Akademii Wojskowej Stanów Zjednoczonych, gdzie rywalizował w pchnięciu kulą.